# Красногорье (Слободской район)
Красногорье — деревня в Слободском районе Кировской области в составе Светозаревского сельского поселения.

## География
Находится на расстоянии примерно 11 км по прямой на восток-юго-восток от районного центра города Слободской.

## История
Известна с 1931 года. В 1950 году учтено было хозяйств 79 и жителей 340, в 1989 году проживало 114 человек. В 1963 году в состав деревни вошла деревня Круглово. 

## Население
Постоянное население  составляло 65 человек (удмурты 95%) в 2002 году, 35 в 2010.